# 成田蓮
成田 蓮（なりた れん、1997年11月29日 - ）は、日本の男性プロレスラー。青森県青森市出身。血液型B型。新日本プロレス所属。

## 来歴
学生時代はレスリング、剣道、野球を経験。
2016年4月、新日本プロレスに入寮。約1年以上もの練習生期間を経て2017年7月4日、新宿FACEにて開催されたLION'S GATE PROJECT 7の舞台で、海野翔太を相手にデビューを果たす。試合は時間切れによる引き分けとなった。
2017年10月から12月にかけて開催のヤングライオン杯では、4敗1分けに終わった。
2019年2月19日に行われた『ジャイアント馬場没後20年追善興行』の第2試合に出場するも、悔しさをにじませた。
同年9月22日の神戸ワールド記念ホールでのヤングライオン杯終了後、新日本プロレス・ロサンゼルス道場（以下、LA道場）のコーチを務める柴田勝頼に対してLA道場での修行を直訴する。その後、成田のLA道場への海外武者修行が発表された。
2020年12月1日、アメリカで開催された『SUPER J-CUP 2020』の第8試合に同じLA道場生のケビン・ナイトと組んでヒクレオ・KENTA組と対戦した。
5月25日配信のAEWの『AEW Elevation』に初出場し、ロイス・アイザックスと対戦した。
2022年1月4日、東京ドーム大会で復帰戦を闘う成田の師匠・柴田の対戦相手「X」として一時帰国。直前に通常ルールへと変更され、成田も活きのいいファイトを見せるが最後は柴田のPKの前に敗れた。その後は再びアメリカへと戻り、ジュース・ロビンソンとのノーDQマッチに勝利する等経験を積み、10月10日に凱旋帰国。当日の両国国技館大会で凱旋帰国試合を闘い、DOUKIを得意技の成田スペシャル4号で破った。
のちに新設されたNJPW WORLD認定TV王座の初代王者決定トーナメントにエントリーされ、1回戦で石井智宏、2回戦で矢野通、準決勝でSANADAを下して決勝に進出、翌2023年の東京ドーム大会にてザック・セイバーJr.との王座決定戦に臨んだが、惜しくも敗戦となった。
その後も成田は鈴木みのる、エル・デスペラードと共闘し、NEVER無差別級6人タッグ王座を保持するヒールユニット・HOUSE OF TORTUREとの抗争を開始した。
2月11日の大阪大会での王座挑戦に勝利し初のタイトルを獲得すると、新ユニット「ストロングスタイル」を結成した。
2023年12月6日、唐津市文化体育館大会で行われたWORLD TAG LEAGUE公式戦で海野翔太とのタッグで出場し、海野を裏切り対戦相手のEVIL、高橋裕二郎が所属するHOUSE OF TORTUREに電撃加入した。
2024年10月14日、両国国技館大会にてジェフ・コブ、辻陽太との3WAYマッチを制しNJPW WORLD認定TV王座新チャンピオンとなる。
2025年1月30日、仙台サンプラザ大会にてSHO、高橋裕二郎とNEVER無差別級6人タッグ王座新チャンピオンとなる。

## 人物
- キン肉マン・仮面ライダーシリーズ・ウルトラシリーズの大ファンであり、特にキン肉マンはプロレスに興味を持ったきっかけでもあり、週刊プロレスの「合宿所特集」で紹介された成田の寮部屋内は、スニーカーとキン肉マンを中心にたくさんのフィギュアが飾られていた[11]。
- 自身の世代より一昔前のカルチャーを好きになる節があるようで、上記の特撮類の他に中学時代好きだったプロレスラーに全日本プロレス時代の三沢光晴・虎ハンターとして初代タイガーマスクと抗争していた時代の小林邦昭を挙げている。

## 得意技

### フィッシュ・ホールド
DOUBLE CROSS
H.o.Tに新加入後、初戦の海野戦で使用された成田のフィニッシャー。
両手で相手の両側頭部付近を挟み、自身はジャンプして開脚しながらシットダウンしつつ相手の顔面をマットに叩きつける変形のフェイスバスター。
地獄の断頭台
ジャンピング・ギロチン・ニードロップ。

### 投げ技
ブリザード・スープレックス
成田スペシャル1号
成田スペシャル2号

### 関節技、絞め技
成田スペシャル3号
スリーパー・ホールド

### 反則技
改良型プッシュアップバーによる殴打

## タイトル歴
新日本プロレス
- 第6代NJPW WORLD認定TV王座
- 第25代、第30代NEVER無差別級6人タッグ王座（パートナーは鈴木みのる&エル・デスペラード→高橋裕二郎&SHO）